# 영 앤 이노센트
《영 앤 이노센트》(Young And Innocent)는 영국에서 제작된 알프레드 히치콕 감독의 1937년 범죄 스릴러 영화이다. 노바 필빔 등이 주연으로 출연하였고 에드워드 블랙 등이 제작에 참여하였다. 조세핀 테이의 1936년 소설 A Shilling for Candles에 기반을 두었다.

## 출연

### 주연
- 노바 필빔
- 에드워드 리그비
- 메리 클레어

### 조연
- 존 롱든
- 조지 커즌
- 조지 메릿
- 제리 버노
- H.F. 맬트비
- 존 밀러
- 알프레드 히치콕

## 기타
- 원작자: 조세핀 테이